# Uncyclopedia
|  | Sammenskrivningsforslag Artiklen Ikkepedia er foreslået føjet ind i Uncyclopedia. (Siden juli 2018) Diskutér forslaget |

Uncyclopedia er en wiki, der oprindelig startede som en parodi på Wikipedia.
Uncyclopedia opstod oprindeligt som en reaktion imod Wikipedias politik angående humor i artikler. Siden blev startet i januar 2005. Siden voksede til over 30.000 artikler i september 2011. Uncyclopedia findes foreløbigt på over 60 sprog.
Første stavelse, Un-, giver en benægtelse i forhold til grundordet, og man har valgt at sammentrække udtrykket un-encyclopedia ved at udelade en-, således at ordet alligevel mest muligt minder om grundordet.
På hjælpesiden "Purpose" (formål) fremgår det, at meningen er, at uncyclopædien skal bestå af sarkastiske, sjove og underholdende misinformationer, idet "sandheden ofte er kedelig". Dog fremhæves det, at man bør forsøge at være morsom, ikke bare dum at høre på.

## Dansk version
Den danske udgave hedder Spademanns leksikon og har et navn, der er inspireret af Lademanns leksikon. Spademanns har 9.686 artikler pr. 16. februar 2019. Den danske udgave blev startet den 13. maj 2006 af wikipedianeren Metalindustrien (dengang Lhademmor). Ligesom Uncyclopedia har den en fiktiv grundlægger, der på dansk hedder Hermod Spademann, som angiveligt blev finansieret af Omboo Hankvald, på den betingelse at han ville eje leksikonet. Der henvises ofte til den danske Wikipedia-side fra Spademanns Leksikon, men altid med en advarsel om, at Wikipedia er et fiktivt site.